# حسنبی تائوف
حسنبی تائوف (روسی: Хасанби Таов؛ زادهٔ ۵ نوامبر ۱۹۷۷) جودوکار اهل روسیه بود.
وی در مسابقات کشوری و بین‌المللی در مجموع برندهٔ ۱ مدال نقره، ۲ مدال برنز شده‌است.